# فیلیپستون (ماساچوست)
فیلیپستون، ماساچوست
فیلیپستون (به انگلیسی: Phillipston) شهرکی در شهرستان ورچستر ایالت ماساچوست می‌باشد که در سال ۱۷۸۶ بنیان‌گذاری شده‌است. این شهرک در سرشماری سال ۲۰۱۰ میلادی، ۱٬۶۸۲ نفر جمعیت داشته‌است.